# Katrina Adams
Katrina Adams (* 5. August 1968 in Chicago, Illinois) ist eine ehemalige US-amerikanische Tennisspielerin.

## Karriere
Adams spielte ab den US Open 1986 auf der Profitour. In ihrer Karriere gewann sie insgesamt 18 Doppeltitel auf der WTA Tour. Im August 1989 war sie die Nummer 8 der Doppelweltrangliste. 1999 trat sie vom Profisport zurück.
Seit Januar 2015 ist sie die Präsidentin der United States Tennis Association.

## Turniersiege

### Doppel
| Nr. | Datum             | Turnier      | Kategorie    | Belag             | Partnerin             | Finalgegnerinnen                        | Ergebnis      |
| --- | ----------------- | ------------ | ------------ | ----------------- | --------------------- | --------------------------------------- | ------------- |
| 1.  | 14. Dezember 1987 | Guarujá      | WTA          | Sand              | Cheryl Jones          | Jill Hetherington Mercedes Paz          | 6:4, 4:6, 6:4 |
| 2.  | 13. März 1988     | Boca Raton   | WTA Tier II  | Hartplatz         | Zina Garrison         | Claudia Kohde-Kilsch Helena Suková      | 4:6, 7:5, 6:4 |
| 3.  | 24. April 1988    | Houston      | WTA Tier III | Sand              | Zina Garrison         | Lori McNeil Martina Navratilova         | 6:7, 6:2, 6:4 |
| 4.  | 27. November 1988 | Tokio        | WTA          | Teppich (Halle)   | Zina Garrison         | Gigi Fernández Robin White              | 7:5, 7:5      |
| 5.  | 5. Februar 1989   | Tokio        | WTA Tier III | Teppich (Halle)   | Zina Garrison         | Mary Joe Fernández Claudia Kohde-Kilsch | 6:3, 3:6, 7:6 |
| 6.  | 5. März 1989      | San Antonio  | WTA Tier IV  | Hartplatz         | Pam Shriver           | Patty Fendick Jill Hetheringthon        | 3:6, 6:1, 6:4 |
| 7.  | 30. April 1989    | Houston      | WTA Tier III | Sand              | Zina Garrison         | Gigi Fernández Lori McNeil              | 6:3, 6:4      |
| 8.  | 28. Mai 1989      | Genf         | WTA Tier V   | Sand              | Lori McNeil           | Larissa Sawtschenko Natallja Swerawa    | 2:6, 6:3, 6:4 |
| 9.  | 24. Juni 1989     | Eastbourne   | WTA Tier II  | Rasen             | Zina Garrison         | Jana Novotná Helena Suková              | 6:3, Aufgabe  |
| 10. | 29. Oktober 1989  | Brighton     | WTA Tier III | Teppich (Halle)   | Lori McNeil           | Hana Mandlíková Jana Novotná            | 4:6, 7:6, 6:4 |
| 11. | 5. November 1989  | Indianapolis | WTA Tier V   | Hartplatz (Halle) | Lori McNeil           | Claudia Porwik Larissa Sawtschenko      | 6:4, 6:4      |
| 12. | 11. August 1991   | Albuquerque  | WTA Tier IV  | Hartplatz         | Isballe Demongeot     | Lise Gregory Peanut Louie-Harper        | 6:7, 6:4, 6:3 |
| 13. | 14. November 1992 | Indianapolis | WTA Tier IV  | Hartplatz (Halle) | Elna Reinach          | Sandy Collins Mary-Lou Daniels          | 5:7, 6:2, 6:4 |
| 14. | 14. Februar 1993  | Chicago      | WTA Tier III | Teppich (Halle)   | Zina Garrison-Jackson | Amy Frazier Kimberly Po                 | 7:6, 6:3      |
| 15. | 28. März 1993     | Houston      | WTA Tier II  | Sand              | Manon Bollegraf       | Jewgenija Manjukowa Radka Zrubáková     | 6:3, 5:7, 7:6 |
| 16. | 7. November 1993  | Québec       | WTA Tier III | Teppich (Halle)   | Manon Bollegraf       | Katerina Maleewa Nathalie Tauziat       | 6:4, 6:4      |
| 17. | 14. November 1993 | Philadelphia | WTA Tier I   | Teppich (Halle)   | Manon Bollegraf       | Conchita Martínez Larisa Neiland        | 6:2, 4:6, 7:6 |
| 18. | 12. Mai 1996      | Budapest     | WTA Tier IV  | Sand              | Debbie Graham         | Radka Bobková Eva Melicharová           | 6:3, 7:6      |
| 19. | 18. Mai 1996      | Cardiff      | WTA Tier IV  | Sand              | Mariaan de Swardt     | Els Callens Laurence Courtois           | 6:0, 6:4      |
| 20. | 12. Oktober 1996  | Sedona       | ITF $50.000  | Hartplatz         | Debbie Graham         | Angela Lettiere Shannan McCarthy        | 6:4, 6:1      |
| 21. | 16. Juni 1997     | Birmingham   | WTA Tier III | Sand              | Larisa Neiland        | Nathalie Tauziat Linda Wild             | 6:2, 6:3      |